# Thiene Zanè Calcio a 5
L'Associazione Sportiva Dilettantistica Thiene Zanè Calcio a 5 è stata una squadra italiana di calcio a 5 con sede a Zanè, che rappresenta la città di Thiene.

## Storia

### Thiene
Fondata nel 2001 come Telecom Broccardo Thiene (dal nome del principale sponsor) e matricola federale FIGC 780716, nel suo primo campionato di serie D la squadra vince i play-off promozione venendo promossa nella serie C2 regionale. Nei due anni successivi vince prima la serie C2 e poi la serie C1. Il primo anno in serie B si chiude al terzo posto e con l'eliminazione ai play-off per la A2 per mano del Real Torino. Durante l'estate si ha l'uscita di scena della Telecom Broccardo, così la società assume la denominazione di Thiene Calcio a 5. Nei due anni successivi si piazza rispettivamente al 5º e 6º posto e nella stagione 2007/2008 sfiora il passaggio di categoria giungendo seconda ed eliminata alle semifinali di play-off. Nella stagione successiva l'impresa riesce e dominando il suo girone conquista la serie A2; la compagine zanadiense sarà l'unica squadra di livello nazionale a concludere imbattuta il 2009. 

### Zanè Vicenza
Pur mantenendo la sede operativa e il campo da gioco nell'Altovicentino, dalla stagione 2009-2010 la società cambia colori (dal rosso-nero al bianco-rosso) e denominazione sociale al fine di allargare il proprio bacino di utenza. In serie A2 il neonato Zanè Vicenza Calcio a 5 termina il campionato al terzo posto, venendo eliminato ai play-off promozione dal Venezia. 
A causa della limitata disponibilità economica la stagione seguente la società decide di ripartire dalla serie C1 vincendo subito il campionato e tornando in Serie B per la stagione 2011-12, che si conclude con un'altra promozione, questa volta in A2.
La stagione del 2012-2013 vede la squadra vicentina impegnata nella lotta per la promozione in massima serie con il più quotato Cagliari e con l'altra sorprendente neopromossa, il New Team. La promozione è conquistata il 13 aprile 2013 dopo la vittoria nel derby veneto con il Gruppo Fassina per 6-3. Il 12 luglio tuttavia la società, per voce del presidente dimissionario Davide Giuriato, annuncia la cessazione dell'attività sportiva e lo scioglimento della squadra, confermato dalla Divisione Calcio a Cinque il 2 agosto seguente.

### Thiene Zanè
Con l'ingresso di parte della dirigenza nella società del presidente Marco Munari, nell'estate 2014 il Blue Team Trissino assume la denominazione Thiene Zanè Calcio a 5 assumendo i colori sociali tradizionali e spostando sede e campo di gioco a Zanè.

## Cronistoria
| Cronistoria del Thiene Zanè C5 |
| --- |
| - 2001 · Fondazione della Telecom Broccardo Thiene. - 2001-02 · ? nel girone ? di Serie D Veneto. Promossa in Serie C2. Vince i play-off promozione. - 2002-03 · 1ª nel girone ? di Serie C2 Veneto. Promossa in Serie C1. Vince la Coppa Italia regionale (1° titolo). Finalista della fase nazionale di Coppa Italia regionale. - 2003-04 · 1ª in Serie C1 Veneto. Promossa in Serie B. - 2004-05 · 3ª nel girone B di Serie B. Sedicesimi di finale di Coppa Italia di Serie B. - 2005 · Assume la denominazione Thiene C5. - 2005-06 · 5ª nel girone B di Serie B. - 2006-07 · 6ª nel girone B di Serie B. 1ª fase di Coppa Italia di Serie B. - 2007-08 · 2ª nel girone B di Serie B. Ottavi di finale di Coppa Italia di Serie B. - 2008-09 · 1ª nel girone B di Serie B. Promossa in Serie A2. Semifinalista di Coppa Italia di Serie B. - 2009 · Assume la denominazione Zanè Vicenza C5. - 2009-10 · 3ª nel girone A di Serie A2. Quarti di finale play-off promozione. Quarti di finale di Coppa Italia di Serie A2. - 2010 · Rinuncia alla Serie A2 e iscrizione in Serie C1 Veneto. - 2010-11 · 1ª in Serie C1 Veneto. Promossa in Serie B. Finalista di Coppa Italia regionale. - 2011-12 · 1ª nel girone B di Serie B. Promossa in Serie A2. Finalista di Coppa Italia di Serie B. - 2012-13 · 1ª nel girone A di Serie A2. Promossa in Serie A. Quarti di finale di Coppa Italia di Serie A2. - 2013 · Rinuncia alla Serie A2 e scioglimento della società. - 2013-14 · Inattiva. - 2014 · Il Blue Team Trissino C5 assume la denominazione Thiene Zanè C5. - 2014-15 · 1ª nel girone C di Serie B. Promossa in Serie A2. Semifinalista di Coppa Italia di Serie B. - 2015-16 · 9ª nel girone A di Serie A2. - 2016 · Scioglimento della società. |

## Statistiche e record

### Partecipazioni ai campionati
| Livello | Categoria | Partecipazioni | Debutto   | Ultima stagione |
| ------- | --------- | -------------- | --------- | --------------- |
| 2º      | Serie A2  | 3              | 2009-2010 | 2015-2016       |
| 3º      | Serie B   | 7              | 2004-2005 | 2014-2015       |
| 4º      | Serie C1  | 2              | 2003-2004 | 2010-2011       |
| 5º      | Serie C2  | 1              | 2002-2003 | 2002-2003       |
| 6º      | Serie D   | 1              | 2001-2002 | 2001-2002       |

## Colori e simboli
I colori sociali sono il rosso e il nero propri della città di Thiene; nella maglia di gioco essi sono disposti storicamente a righe verticali alternate. Durante la parentesi dello "Zanè Vicenza" (2009-2013) il bianco sostituì il nero nelle divise di gioco, per ricomparire nel 2014 con il ritorno alla denominazione "Thiene".

## Organigramma
- Presidente: Giuriato Davide
- Pres. onorario: Villanova Stefania
- Vice Presidente: Menegatti Paolo
- Direttore sportivo: Troiani Giorgio
- Dirigente responsabile Prima squadra: Albertini Diego
- Segretario: Dal Cero Luca
- Dirigente accompagnatore: Beltramello Andrea
- Responsabile settore giovanile: Mei Alessandro
- Team manager: Rabarin Omar

## Rose recenti

### Rosa 2011/2012
| N° | Naz.                 | Ruolo      | Sportivo                 | Anno       |  |  |
| -- | -------------------- | ---------- | ------------------------ | ---------- |  |  |
|    | Italia (bandiera)    | Portiere   | Andrea Beltramello       | 1975       |  |  |
|    | Italia (bandiera)    | Portiere   | Luca Morassi             | 07.01.1991 |  |  |
|    | Italia (bandiera)    | Portiere   | Stefano Seraglio         | 08.06.1990 |  |  |
|    | Italia (bandiera)    | Portiere   | Davide Tregnago          | 1993       |  |  |
|    | Brasile (bandiera)   | Difensore  | Marcelo Manuel Del Fiore | 1987       |  |  |
|    | Brasile (bandiera)   | Difensore  | David Leonardo Tres      | 28.05.1987 |  |  |
|    | Italia (bandiera)    | Difensore  | Nicola Moro              | 1991       |  |  |
|    | Italia (bandiera)    | Universale | Alberto Ragno            | 1979       |  |  |
|    | Brasile (bandiera)   | Universale | Jones Andrei Santana     | 27.03.1985 |  |  |
|    | Brasile (bandiera)   | Universale | Wagner Leite             | 1982       |  |  |
|    | Argentina (bandiera) | Laterale   | Pablo Ranieri            | 23.12.1978 |  |  |
|    | Italia (bandiera)    | Laterale   | Fabio Grotto             | 1985       |  |  |
|    | Italia (bandiera)    | Laterale   | Michele Marcante         | 1991       |  |  |
|    | Brasile (bandiera)   | Pivot      | Arlan Pablo Vieira       | 03.07.1990 |  |  |
| -  | Italia (bandiera)    | Allenatore | Stefano Sottoriva        | 20.11.1968 |  |  |
| -  | Italia (bandiera)    | Vice       | Alberto Nogara           |            |  |  |

### Rosa 2012/2013
| N° | Naz.               | Ruolo      | Sportivo             | Anno       |  |  |
| -- | ------------------ | ---------- | -------------------- | ---------- |  |  |
|    | Italia (bandiera)  | Portiere   | Luca Berlaffa        | 1993       |  |  |
|    | Italia (bandiera)  | Portiere   | Luca Morassi         | 07.01.1991 |  |  |
|    | Italia (bandiera)  | Portiere   | Stefano Seraglio     | 08.06.1990 |  |  |
|    | Italia (bandiera)  | Difensore  | Nicola Moro          | 1991       |  |  |
|    | Brasile (bandiera) | Difensore  | David Leonardo Tres  | 28.05.1987 |  |  |
|    | Brasile (bandiera) | Universale | Jones Andrei Santana | 27.03.1985 |  |  |
|    | Brasile (bandiera) | Universale | Fabio Volpato        | 1983       |  |  |
|    | Brasile (bandiera) | Laterale   | Batata               | 28.02.1982 |  |  |
|    | Italia (bandiera)  | Laterale   | Roberto Belloro      | 1992       |  |  |
|    | Brasile (bandiera) | Laterale   | Paulinho Garibaldi   | 10.06.1988 |  |  |
|    | Italia (bandiera)  | Laterale   | Fabio Grotto         | 1985       |  |  |
|    | Italia (bandiera)  | Laterale   | Michele Marcante     | 1991       |  |  |
|    | Brasile (bandiera) | Laterale   | Everton Sartori      | 16.08.1982 |  |  |
|    | Italia (bandiera)  | Pivot      | Dario Carretta       | 1992       |  |  |
|    | Brasile (bandiera) | Pivot      | Arlan Pablo Vieira   | 03.07.1990 |  |  |
| -  | Italia (bandiera)  | Allenatore | Stefano Sottoriva    | 20.11.1968 |  |  |
| -  | Italia (bandiera)  | Vice       | Alberto Nogara       |            |  |  |

## Palmarès
- Campionato di serie A2: 1 (2012-13)
- Campionato di serie B: 3 (2008-09, 2011-12, 2014-15)